# شهرستان گاسپر (نبراسکا)
شهرستان گاسپر، نبراسکا (به انگلیسی: Gosper County, Nebraska) یک سکونتگاه مسکونی در ایالات متحده آمریکا است که در نبراسکا واقع شده‌است.

## خصوصیات
شهرستان گاسپر ۱٬۱۹۹٫۱۷ کیلومترمربع مساحت دارد.